# Vorwärts! Vorwärts! schmettern die hellen Fanfaren
Vorwärts! Vorwärts! Schmettern die hellen Fanfaren (também conhecida por seu refrão Unsere Fahne flattert uns voran) era a principal canção de marcha da Juventude Hitlerista.
O texto da canção foi publicado em 1933 por Baldur von Schirach, composta por Hans-Otto Borgmann, que tinha sido originalmente usada em um documentário. A canção de marcha foi realizada pela primeira vez no filme Hitlerjunge Quex em 1933.
Durante a Segunda Guerra Mundial, o refrão da canção foi integrado na marcha da 12ª Divisão Panzer SS Juventude Hitlerista.
A música é proibida na Alemanha sob a 86ª seção da Strafgesetzbuch.